# Handroanthus heptaphyllus
El Handroanthus heptaphyllus, llamado lapacho negro (por el color de su madera), también conocido, junto con H. impetiginosus, como lapacho rosado (por el color de sus flores), es una especie botánica de la familia de las bignonáceas. Natural del sur de Bolivia, Brasil meridional, norte de Argentina, este de Paraguay y Uruguay, crece en el bosque alto de la cuenca de los ríos Paraná, Paraguay y Uruguay. En su hábitat natural se lo encuentra casi exclusivamente los sitios bajos con suelos húmedos y profundos, en donde forma parte del estrato superior. Tiene una distribución limitada y es muy raro en otros microambientes. 

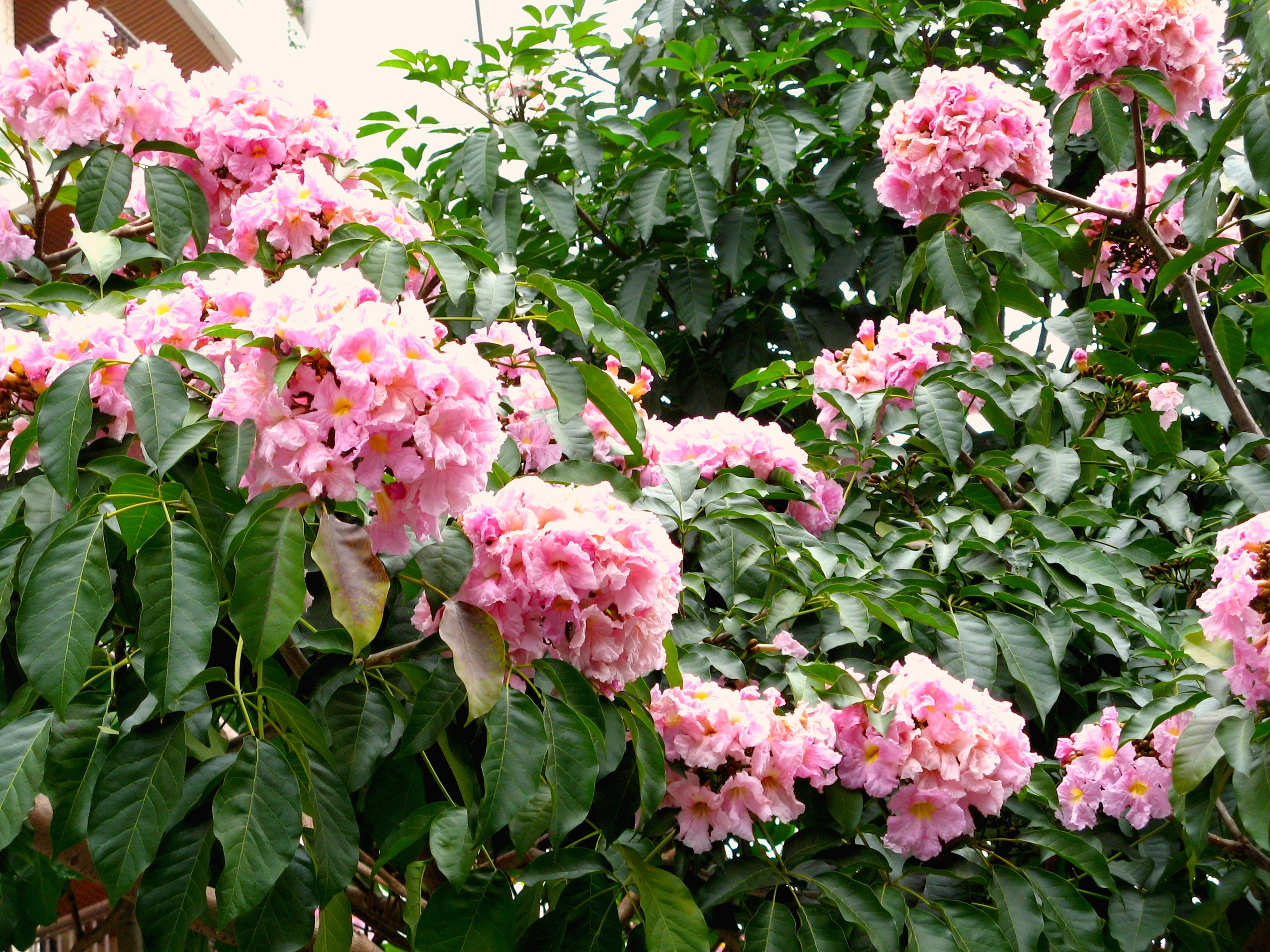
Follaje

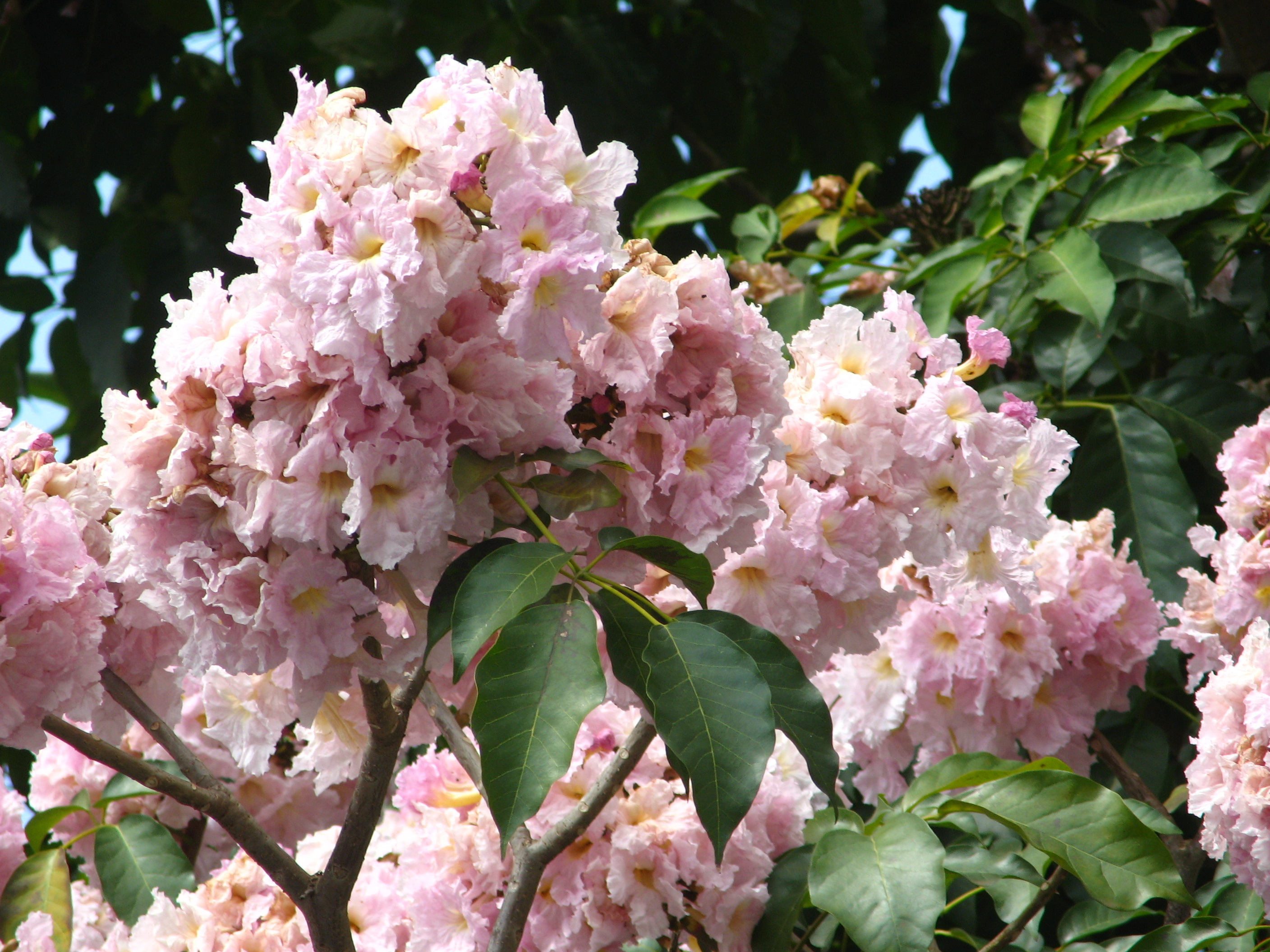
Inflorescencia

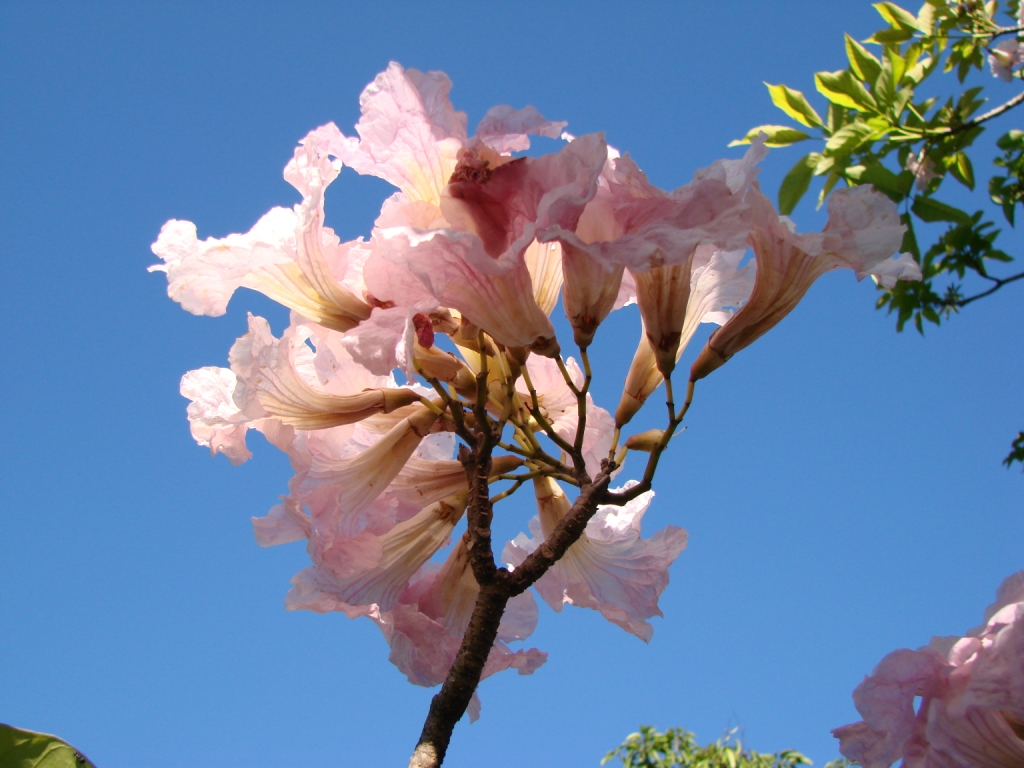
Flor

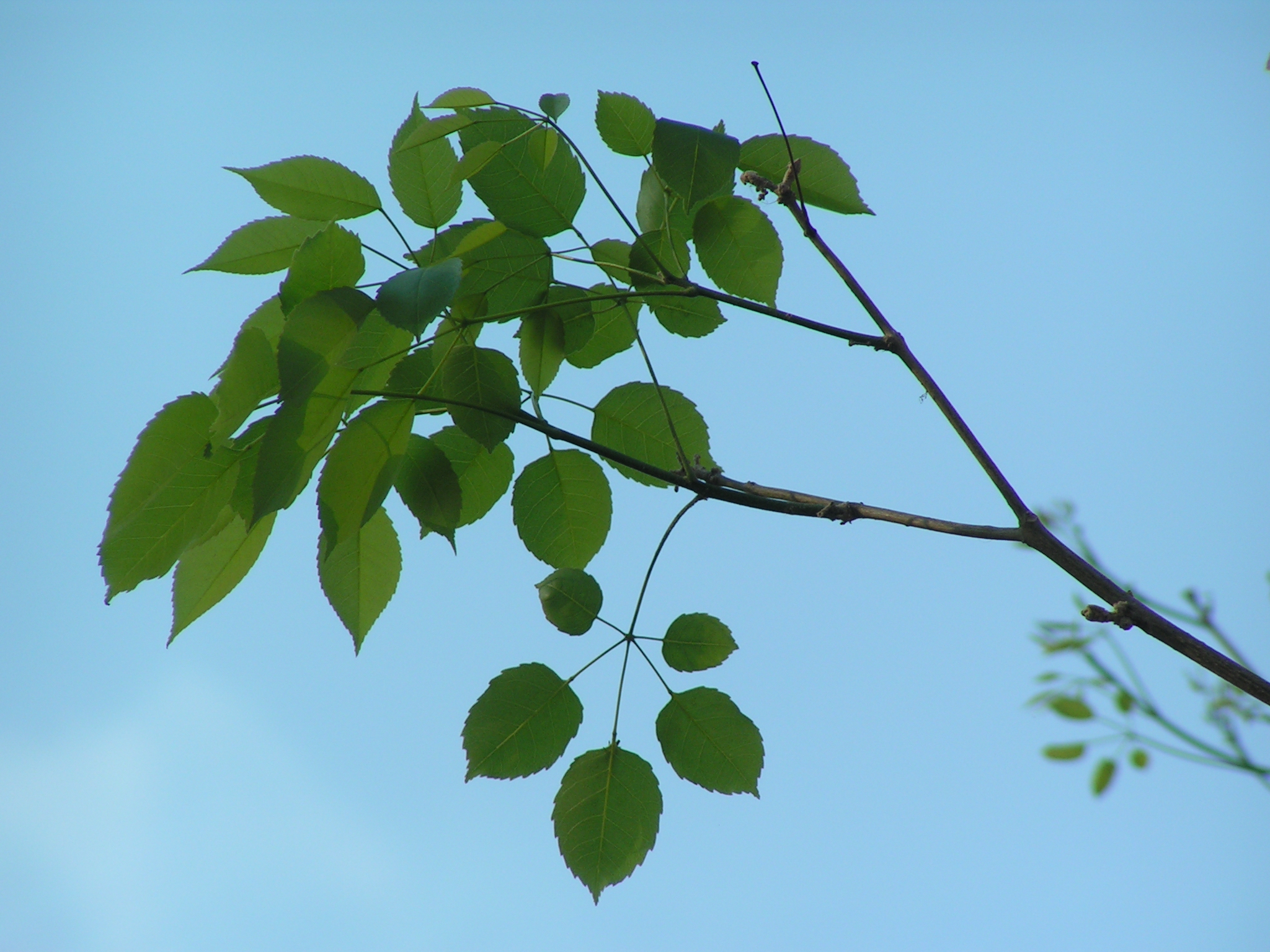
Hojas

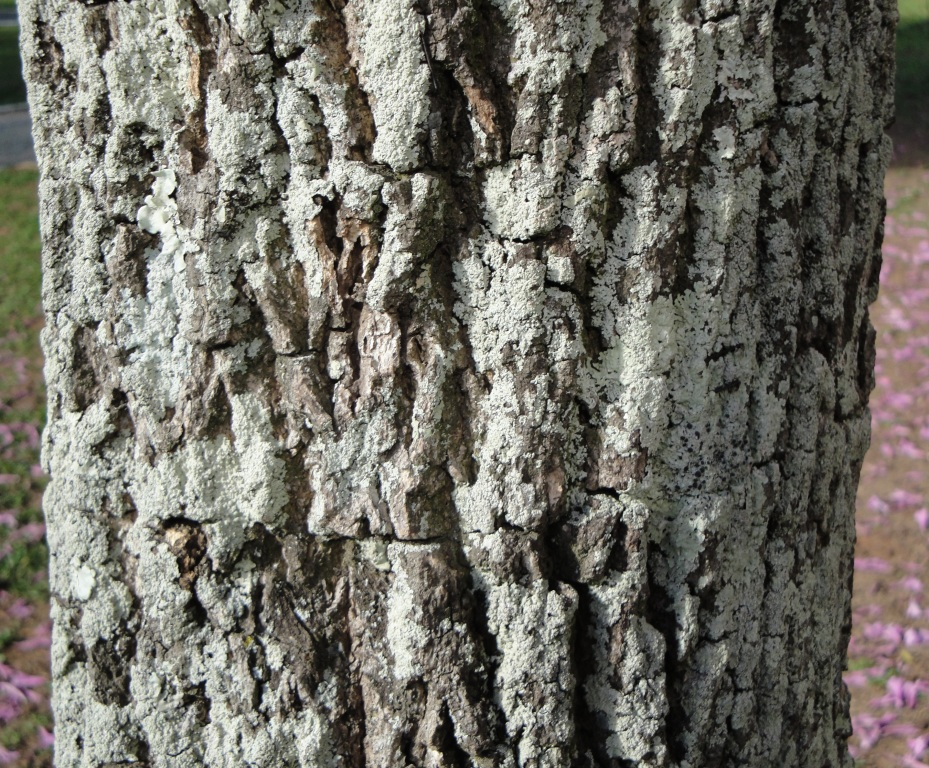
Tronco

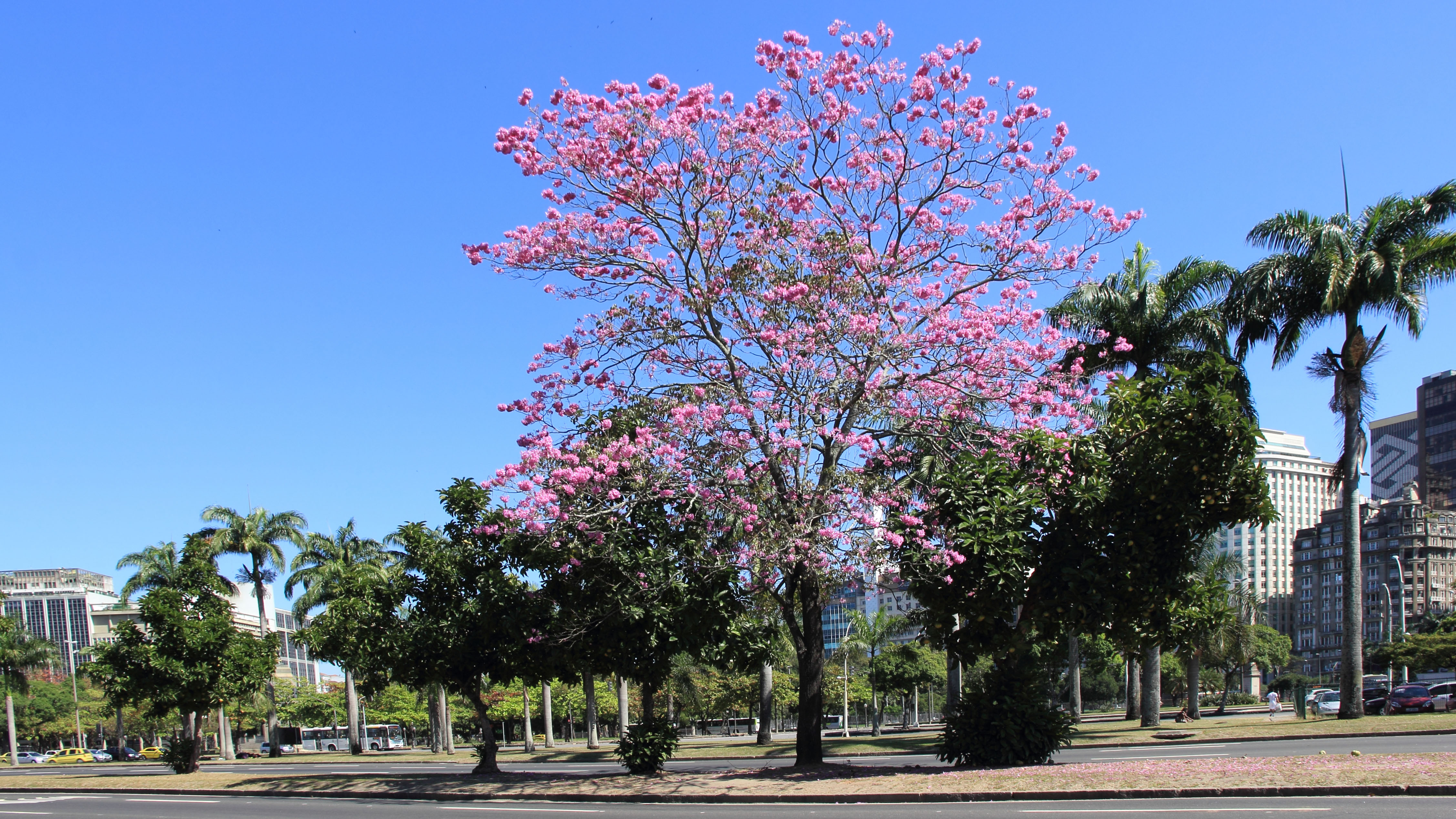
Vista del árbol

Junto con otras especies de lapacho (todo el género Handroanthus), es el árbol nacional de Paraguay, declarado como tal por ley N.º 4631 del 10 de mayo de 2012, a propuesta de la Facultad de Ciencias Químicas de la Universidad Nacional de Asunción y en adhesión al bicentenario de la independencia de la República del Paraguay, donde se los conoce por su nombre genérico guaraní, tajy.

## Descripción
Es un árbol que puede alcanzar hasta 40 m de altura. Las hojas de 10-15 cm de largo, compuestas y trifoliadas con foliolos elípticos. Tronco largo, cilíndrico, de porte majestuoso. La corteza es castaño-grisácea, muy rugosa, con grietas profundas en ejemplares adultos. Copa grande, semiesférica, con ramas abiertas en abanico. Follaje semipersistente. Hojas opuestas, palmaticompuestas, con 5-7 folíolos de borde aserrado.  Flores, aparecen antes de la foliación, rosadas, tubulosas, vistosas, variando la tonalidad desde rosado morado a rosado pálido. En época de floración el árbol muestra un hermoso aspecto. El fruto es una cápsula lineal, de hasta 3-4 dm de largo por 1-1,5 cm de ancho, de color castaño al madurar, abriéndose longitudinalmente en dos valvas y dejando caer unas 150 semillas aladas.
La floración comienza en la primera quincena de septiembre; aproximadamente 30 días después aparecen las primeras hojas, produciéndose la maduración de los frutos en enero-febrero.
Árbol muy decorativo, utilizándose con frecuencia en parques, plazas y en el arbolado público. Resiste grandes vientos por poseer un fuerte y profundo sistema radical. 
Exigente en cuanto a luz y humedad, sensible a las heladas cuando es joven. Prefiere suelos livianos, profundos, húmedos.

## Características
De madera dura, pesada, con diferencias bien marcadas entre albura y duramen. El duramen al oxidarse toma una coloración oscura. Muy resistente a la intemperie. Se la usa en construcción de embarcaciones, muelles, carrocería, aberturas, tirantería, escaleras, piso, tornería, etc. Al aserrarse se obtiene un aserrín amarillo-ocre que contiene la sustancia lapachol. La madera posee taninos y sustancias tintóreas.
Es una planta medicinal, se usan el aserrín o viruta, la corteza y las hojas para tal fin. 
Se reproduce fácilmente por semillas. El número de semillas/kg es de 32.000 a 35.000.  La siembra debe hacerse lo más rápido posible, apenas estén maduras las semillas, ya que el poder germinativo es muy corto, de 12-15 días. Es posible la multiplicación vegetativa por medio de trozos de raíces. En esta especie, excepcionalmente nacen individuos con flores blancas, estos «lapachos blancos» se reproducen por injertos.
El árbol es de porte mediano de hasta 15 metros, con tronco corto y tortuoso, copa redondeada con ramas largas y desordenadas de nudos muy notables, y ramas secundarias saliendo en pares y en ángulo recto con la rama principal, formando una cruz. Las hojas son simples y espatuladas, de margen entero y peciolo corto, opuestas o en grupos de 1-5x0,5-1,5 cm. Las flores son grandes y acampanadas, de hasta 8 cm, solitarias o en grupos de hasta 40 flores, y floreciendo cuando el árbol no tiene hojas (entre junio y agosto). El fruto aparece en agosto y septiembre, es una cápsula alargada y estrecha, parecida a una vaina, con semillas planas y con alas membranosas. La corteza es gris gruesa, con profundas fisuras longitudinales.

## Etimología
Su anterior género, Tabebuia, refiere a su nombre vernáculo brasileño: tabebuia o taiaveruia;  heptaphylla, con el prefijo hepta = siete y del griego phyllon =  hoja, con siete folíolos. 

## Taxonomía
Handroanthus heptaphyllus fue descrita por (Vell.) Mattos y publicado en Loefgrenia; communicaçoes avulsas de botânica 50: 2. 1970.
Sinonimia
- Bignonia heptaphylla Vell.
- Handroanthus avellanedae var. paullensis (Toledo) Mattos
- Handroanthus eximius (Miq.) Mattos
- Handroanthus impetiginosus var. lepidotus (Bureau) Mattos
- Tabebuia avellanedae var. paulensis Toledo
- Tabebuia eximia (Miq.) Sandwith
- Tabebuia heptaphylla (Vell.) Toledo
- Tabebuia impetiginosa var. lepidota (Bureau) Toledo
- Tabebuia ipe (Mart. ex K.Schum.) Standl.
- Tecoma curialis Saldanha
- Tecoma eximia Miq.
- Tecoma impetiginosa var. lepidota Bureau
- Tecoma ipe Mart. ex K.Schum.
- Tecoma ipe var. desinens Sprague
- Tecoma ipe f. glabra Sprague
- Tecoma ipe f. grandiflora Sprague
- Tecoma ipe f. lepidota Sprague
- Tecoma ipe f. parviflora Sprague[6]